# Professor Dent
Professor R.J Dent é um personagem fictício de Ian Fleming, que aparece no livro e filme Dr. No, da série do espião britânico James Bond, a primeiras das novelas do escritor a ser produzida para o cinema. Ele é interpretado pelo ator britânico Anthony Dawson, que também participou de mais dois filmes de 007, no papel de Ernst Stavro Blofeld, o líder da SPECTRE e grande inimigo de James Bond, mas em nenhum deles seu rosto aparece.

## No filme
Dent é um geólogo que trabalha em Kingston, na Jamaica, e secretamente também integra a organização do Dr. Julius No. No começo do filme, ele é visto jogando cartas na varanda de um exclusivo clube com o agente britânico John Strangways. A morte do agente, ocorrida pouco depois, leva James Bond até a Jamaica, enviado por M, chefe do serviço de inteligência britânico, para investigar o caso.
Bond conhece e desconfia de Dent, depois de examinar algumas rochas estudadas pelo professor, que descobre serem radioativas e do professor lhe dizer que elas não tinham nenhuma contaminação. Temeroso das investigações de 007, Dent recebe ordens do Dr. No para matá-lo, o que tenta fazer com uma tarântula colocada em sua cama, mas Bond escapa. Dent e sua cúmplice, Miss Taro, também trabalhando para a SPECTRE, combinam então uma armadilha para matar Bond, pois Dent sabe que se falhar novamente, o morto será ele e pelo Dr. No.
Depois do encontro entre 007 e Taro na casa dela, quando ele a desmascara e ela lhe conta sobre o plano, Bond espera a chegada de Dent sentado numa cadeira no escuro, enquanto deixa a cama cheia de travesseiros e coberta por uma colcha. Dent entra na casa e descarrega a arma na cama vazia, e sem balas, ouve Bond lhe dizer que suas balas acabaram e agora é sua vez. Dent é morto a tiros  por James Bond.